# 大塚爱
大塚爱（日语：／ Ōtsuka Ai，1982年9月9日—）是一名日本女性創作歌手，所屬公司為日本爱贝克思，出生于大阪府大阪市住之江區，與同公司的濱崎步、倖田來未、BoA同為2000年代日本的女歌手代表之一。
大塚爱于2003年出道，不久後便憑著第二張單曲《櫻桃》成名，該單曲曾经在Oricon單曲週排行榜停留在前200名高達103週，其後更成爲日本卡拉OK的必唱曲目之一。代表作有《櫻桃》、《Happy Days》、《金魚花火》、《SMILY》、《星象儀》、《戀愛寫真》、《親親鬱金香》等。其作曲風格屬於搞怪或開朗元氣型，但仍不乏抒情歌，旋律常有樂團風格；歌詞方面則近生活化，或是仍然存在其風格的搞怪式，從某些歌曲的音樂錄影帶中就能明顯地瞭解，如《超☆樂觀》一曲的錄影帶就戴著無厘頭的爆炸頭假髮上陣演出，歌名也不難看出其極具創意的聯想性。
大塚愛作詞、作曲到2010年為止是以「愛」的名義，2012年以後改用「AIO」「aio」名義。

## 大事記

### 出道前
大塚爱自小便在繪畫、鋼琴、吉他等多方面頗有造詣，從4歲開始便開始學習演奏鋼琴，並同時一直保持對不同藝術領域的興趣。在出道后她曾經出版過個人畫集和開設個人畫展，並曾經發行過短篇小説。她自學生時代便與友人共組「Himawari」乐团，15歲時便開始自行作詞曲，《樱桃》即該時期創作的作品，在出道前創作的歌曲數量超過60首。2002年她把自己的作品試聽帶送到爱贝克思應募（其中包含了多首出道后的大熱作品，如《桃花花瓣》、《櫻桃》、《愛撒嬌》、《好愛你。》等），吸引眾多審查員目光，進而得到出道的機會，最後成功在翌年的2003年9月10日以單曲《桃花花瓣》出道。

### 2003年
2003年5月16日，大塚愛從故鄉大阪前往東京準備發表相關事宜。據她本人後來在出道20周年的紀念活動上回憶，出道初期她幾乎是每天都是三餐不繼，經常要靠唱片公司的經紀人和工作人員接濟度日。同年9月10日大塚愛第一張詞、曲皆由自己完成的單曲發表，同時以此單曲《桃花花瓣》出道。12月17日第二張單曲《櫻桃》發行，初銷售在Oricon銷量榜僅在排名20名，在隔年意外攀升至第5，《櫻桃》也於2004年7月19日達到手機鈴聲下載第一到達100萬的下載量。

### 2004年
邁入2004年，自從在單曲《櫻桃》發表後即為大塚愛出道後事業開始的高峰，3月3日單曲《愛撒嬌》發行，與《櫻桃》同時進入排行榜前10位而成為話題，《櫻桃》一曲也成為傳唱率極高的歌曲，在日本电视劇「求婚大作戰」女主角在KTV時也曾傳唱過該曲。29日，株式會社文化放送下的節目 RECOMMEN 開始播放「大塚愛のai-r Jack」。同月31日首張原創專輯《LOVE PUNCH》發行，僅僅在第一個星期就販售出190,265份專輯。7月時第一次演出CM－森永 Ice Box。
再來又是一串連發，7月7日單曲《Happy Days》發行，8月18日單曲《金魚花火》發行，10月20日單曲《好愛你。》發行。同年11月17日又發行第二張專輯《LOVE JAM》。11月至12月時她再以《櫻桃》一曲得到BEST HIT歌謠祭最優秀新人獎、日本有線大賞最優秀新人獎、日本唱片大獎最優秀新人獎。12月31日首次參加NHK紅白歌唱大賽，演唱曲《櫻桃》，因為係在新年演出，2005年初《櫻桃》與《LOVE PUNCH》再次浮上Oricon銷售排行榜。

### 2005年
2005年2月9日发行第七张单曲《上等黑毛日本牛盐烤牛舌680圆》。这首歌被用作了手冢治虫原作的超人气经典动画《怪医黑杰克》第一版的片尾曲。初回版附上了《怪医黑杰克》印章（LOVE&PINOKO）DVD版本也同时发售。该曲发行在2月9日，是因为“2．9”日文发音“に．く”（Niku）与肉（にく）相同。以及歌曲所有价钱的数目（680+300+70）正好是CD only的售价日币1050圆。并且在歌词中并以烤肉网跟烧肉表示男女关系。
2005年3月1日，大塚愛第一本寫真集《想你的顏色》發售。同年3月16日，以《Cherish》一曲参加漫畫「NANA」的專輯「LOVE for NANA~Only 1 Tribute~」，此曲在稍晚推出的專輯內收入。
4月時，演出LION的商品「植物物語」與「Ban」的CM，同時歌迷俱樂部「LOVE 9 CUBE」成立。第一次的巡迴演唱會「JAM PUNCH Tour 2005」也由4月28日開始至6月1日結束。
5月11日，首次發行雙主打單曲《笑嘻嘻｜彈珠》并实现了首次初登場第一，同年6月22日影集「東京朋友」演出，隔年（2006年）8月電影化，向戲劇類進行新的挑戰。7月13日單曲《貓與氣球》發表，同時巡迴演唱會DVD「JAM PUNCH TOUR 2005」也於27日發行。DVD初銷售成績第1。
同年9月21日單曲《星象儀》發表，專輯《LOVE COOK》也於發行12月14日，《星象儀》一曲獲得Oricon銷售排行榜排名第一，也因為日本電視劇「流星花園」一劇使用其作為配樂而聲名大噪。
年末12月31日獲得日本唱片大獎金獎，同時也以《星象儀》連續兩年出席紅白歌唱大賽。

### 2006年
2006年4月1日至5月9日為止，開始巡迴演唱會「LOVE COOK Tour 2006」，同時間，單曲《朋友戰隊》於4月12日發售，該曲音樂錄影帶首次於日本國外拍攝，拍攝地點於台北市內湖區。
7月26日鈴木亞美單曲「Like a Love?」發表，該曲作曲為愛，是大塚愛首次幫自己以外的人作曲，同日演唱會DVD「LOVE COOK Tour 2006」發售。8月2日單曲《食夢貘》也發售，此曲在主演的「東京朋友」內廣泛使用，整曲勵志風格，音樂錄影帶以手繪插圖動畫方式表示。同時，12日，主演的電影「東京朋友 The Movie」上映。
9月9日，大塚愛24歲生日，也是出道3週年，在日比谷野外音樂堂進行「【LOVE IS BORN】～3rd Anniversary～」的夜間演唱會，隔日，紀念出道3周年，向歌迷俱樂部LOVE 9 CUBE發送《BABASHIのテーマ》至手機上。
10月25日單曲《戀愛寫真》發表，收錄三週年紀念演唱會時，現場彈奏鋼琴版的《有翅膀的蛋》。同時，同月28日以該曲歌詞「ただ、君を愛してる」（只是，愛著你而已）為劇名的電影「只是爱着你」上映，該劇主題曲也使用《戀愛寫真》。
12月25日大塚愛設計的虛擬兔子角色「LOVE」出道，LOVE官方網站也同時設立。30日再次獲得日本唱片大賞金獎，隔日也以「戀愛寫真」連續第3年出席紅白歌唱大賽。

### 2007年
2007年首日，發行演唱會DVD「【LOVE IS BORN】～3rd Anniversary～」，緊接著在2月21日發表單曲《CHU-LIP》（親親鬱金香），至此14張單曲皆進入Oricon排行榜前十名。
3月28日發行首張精選輯《愛 am BEST》（精選愛），4月11日LOVE的出道單曲《LOVE的主打歌》發行。5月18日至7月12日開始了「愛 am BEST Tour 2007」巡迴演唱會。同年7月25日發表第二张双主打單曲《PEACH｜HEART》，發行第一週獲得Oricon銷售榜週銷售第一名。「PEACH」一曲也成为日本电视剧「花樣少年少女」主題曲，同單曲內的「HEART」也是大塚愛首次嘗試的成熟曲風。
9月26日，第四張專輯《LOVE PiECE》發行，第一週即獲得Oricon銷售榜週銷售第一名。接著於11月7日發表在三週年生日紀念演唱會上首次演出的單曲《口袋》。
年末12月31日連續第4年參加紅白歌唱大賽，演唱《CHU-LIP》一曲。

### 2008年
「LOVE PiECE 2008 巡迴演唱會」於2月2日至5月6日巡迴，同年5月21日，距離上一張單曲《口袋》半年後，推出第三張雙主打單曲《火箭帆布鞋｜One × Time》發售，首日銷量達Oricon單日銷售榜第3位，但是銷售量並無太多，在排行榜上時間也不久，雖然單曲創新，以及音樂錄影帶的獨特風格，造型也標新立異，但是並沒有吸引消費者。在《愛 am BEST》後推出的單曲及專輯，皆無較前販售量高。但大塚愛的銷售量仍然不算低下。
9月9日至10月5日 「【LOVE IS BORN】～5th Anniversary 2008～」出道五週年的紀念演唱會，預定由大阪城野外音樂堂開跑，緊接著是同年9月14日在東京日比谷野外音樂堂演出，然後第三站為大塚愛首度國外演唱，於同年10月5日，將在國立臺灣大學綜合體育館演出，這是大塚愛睽違兩年之後再度到台灣。同時五週年單曲《水母、流星》也於9月10日發行，五週年紀念版本的封面是使用與首張單曲《桃花花瓣》相同的動作，發表的首日排名第三，但是銷售指數僅有7,706。
12月17日第五張專輯《LOVE LETTER》發售，首日排名即登上Oricon排行榜第一，該專輯收錄《口袋》至《水母、流星》單曲，以及造成話題的日本生命「YOU MAY DREAM」廣告歌曲「愛」，並首次收錄與專輯同名之歌曲「LOVE LETTER」。同時與「掰掰」一曲一同演出「Asahi Slat」啤酒飲料新的廣告。
12月入選oricon票選活動「最佳聖誕情人」第二名，年末以與自己名字相同的「愛」一曲連續第5年參加紅白歌唱大賽。

### 2009年
1月29日發售大塚愛本人監修的《LOVE LETTER》的鋼琴及樂團樂譜（Official Piano Score & Official Band Score），另外，五周年生日演唱會「【LOVE IS BORN】 ～5th Anniversary 2008～」DVD於2月25日發售，同日，由《LOVE LETTER》中抽出的單曲《掰掰》亦發售。
9月26日、27日大塚愛第二次在台灣辦演唱會，票房亦是銷售一空，LOVE兔週邊商品更推出台灣限定：小籠包、珍珠奶茶及芒果冰造型。布偶衣服上還有印刷上「LOVE TAIWAN」的字樣。
11月11日發售愛式精選「LOVE is BEST」專輯，收錄許多首大塚愛戀愛觀的歌曲，並推出新曲「Is」，其音樂錄影帶滿滿的都是粉紅色的愛心，代表戀愛的各種片段。另並邀請嘻哈組合RIP SLYME的SU合作，重新編曲新唱「one×time」，改作「aisu×time」，其音樂錄影帶尺度大膽造成話題。儘管銷量仍在Oricon銷售排行榜首週排名第一，但是數字比以往大量滑落，原因可能在於今年大塚愛除了年初的重發單曲以外，並沒有其他單曲或是大型的宣傳活動。
12月31日以《Is》一曲連續六年參加NHK紅白歌唱大賽。

### 2010年
大塚愛於3月31日以大塚愛之名發行第一本繪本《貓遇見了紅色氣球》，此繪本也是從單曲「貓與氣球」發行後就一直籌備的，此外，大塚愛生平第一次畫展也在同年的4月21日至30日在東京表参道ARTIFACT舉行。
大塚愛4月7日發行第20張單曲《想婚頭／LUCKY☆STAR》，不過卻在發行單曲的前一天4月6日因急性腹痛，被送往東京都內醫院，她也因此推掉當天三四場的電台訪問。
6月25日於官方網站上宣布他與RIP SLYME的SU結婚的的入籍消息，之前曾在《LOVE is BEST》〈aisu×time〉此曲中有合作過。
9月8日發行第21張單曲《I ♥ ×××》，此曲也是「第77回NHK全国学校音楽コンクール」中学校部分課題曲，而這首單曲也登上ORICON第六名。
而9月12日大塚愛在【LOVE IS BORN】 7th Anniversary 2010 個人演唱會中發表了自己已經懷孕三個月的消息，讓歌迷們大吃一驚，這是大塚愛今年第二次讓日本演藝圈震驚的事情，但在演唱會上也因為歌迷的祝福，大塚愛感動流淚。

### 2011年
3月24日，大塚愛順利產下一女。

### 2012年
9月8日，慶祝出道9週年及30歲生日，時隔2年再次召開個人演唱會 大塚 愛 LOVE IS BORN ～9th Anniversary 2012～
10月10日，宣布成為樂團 Rabbit 的主唱。
12月12日，Rabbit 發行首張專輯 《裸人》。

### 2013年
9月15日〜10月12日，召開出道10週年紀念演唱會 大塚 愛 LOVE IS BORN 2013 10th. Anniversary
10月9日，發行睽違3年全新單曲《Re:NAME》

### 2014年
3月26日，發行迷你改編專輯《AIO PUNCH》
5月21日，發行第23張單曲《好多好多》
7月16日，發行睽違5年半的第6張原創專輯《LOVE FANTASTIC》
12月13日，睽違5年，再度來台灣舉行演唱會──AIO PIANO vol.2巡迴的首場，此次演唱會主要以自彈自唱為主。

### 2015年
4月22日，發行第7張原創專輯《LOVE TRiCKY》。
12月12日，相隔1年，再度將AIO PIANO vol.3巡迴的首場獻給台灣，此次演唱會主要仍以自彈自唱為主。

### 2017年
4月12日，發行第8張原創專輯《LOVE HONEY》。

### 2018年
正式與Rip Slyme成員Su結束長達八年的婚姻關係。

### 2019年
8月5日， 五度訪台，舉辦自彈自唱「AIO PIANOat ASIA」鋼琴演唱會。

## 個人生活
大塚愛的前夫是著名嘻哈樂團RIP SLYME 的MC—SU（本名：大槻一人），兩人於2010年6月25日結婚，其後大塚愛于2011年3月24日誕下長女。後因SU在2017年爆出婚外情醜聞，兩人在經過一年商議后于2018年11月20日離婚，而女兒的抚养权則由大塚愛取得。值得一提的是，此次醜聞對SU所屬樂隊RIP SLYME造成巨大打擊，在兩人宣佈離婚時RIP SLYME也同時宣佈停止所有活動，其後更隨著成員離隊而使樂隊陷入半解散狀態。

## 作品
|      | 发行日         | 单曲名                        | 中文名                      | 形態                        | 生産番号                                                                                      |
| 1st  | 2003年9月10日  | 桃ノ花ビラ                    | 桃花花瓣                    | CD+DVD 12cmCD               | AVCD-30528/B （2003年10月1日发行） AVCD-30525                                                 |
| 2nd  | 2003年12月17日 | さくらんぼ                    | 櫻桃                        | CD+DVD 12cmCD               | AVCD-30543/B AVCD-30544                                                                       |
| 3rd  | 2004年3月3日   | 甘えんぼ                      | 愛撒嬌                      | CD+DVD 12cmCD               | AVCD-30574/B AVCD-30575                                                                       |
| 4th  | 2004年7月7日   | Happy Days                    |                             | CD+DVD 12cmCD               | AVCD-30601/B AVCD-30602                                                                       |
| 5th  | 2004年8月18日  | 金魚花火                      |                             | CD+DVD 12cmCD               | AVCD-30612/B AVCD-30613                                                                       |
| 6th  | 2004年10月20日 | 大好きだよ。                  | 好愛你。                    | CD+DVD 12cmCD               | AVCD-30627/B AVCD-30628                                                                       |
| 7th  | 2005年2月9日   | 黒毛和牛上塩タン焼680円       | 上等黑毛日本牛鹽烤牛舌680圓 | CD+DVD 12cmCD               | AVCD-30670/B AVCD-30671                                                                       |
| 8th  | 2005年5月11日  | SMILY / ビー玉                | SMILY / 彈珠                | CD+DVD 12cmCD               | AVCD-30701/B AVCD-30702                                                                       |
| 9th  | 2005年7月13日  | ネコに風船                    | 貓與氣球                    | CD+DVD 12cmCD               | AVCD-30740/B AVCD-30741                                                                       |
| 10th | 2005年9月21日  | プラネタリウム                | 星象儀                      | CD+DVD 12cmCD               | AVCD-30768/B AVCD-30769                                                                       |
| 11th | 2006年4月12日  | フレンジャー                  | 朋友戰隊                    | CD+DVD 12cmCD               | AVCD-30915/B AVCD-30916                                                                       |
| 12th | 2006年8月2日   | ユメクイ                      | 食夢貘                      | CD+DVD 12cmCD               | AVCD-31021/B AVCD-31022                                                                       |
| 13th | 2006年10月25日 | 戀愛寫真                      |                             | CD+DVD 12cmCD               | AVCD-31065/B AVCD-31066                                                                       |
| 14th | 2007年2月21日  | CHU-LIP                       | 親親鬱金香                  | CD+DVD 12cmCD               | AVCD-31177/B AVCD-31178                                                                       |
| 15th | 2007年7月25日  | PEACH / HEART                 |                             | CD+DVD 12cmCD               | AVCD-31269/B AVCD-31270                                                                       |
| 16th | 2007年11月7日  | ポケット                      | 口袋                        | CD+DVD 12cmCD               | AVCD-31322/B AVCD-31323                                                                       |
| 17th | 2008年5月21日  | ロケットスニーカー / One×Time | 火箭帆布鞋 / One × Time     | CD+DVD 12cmCD               | AVCD-31411/B AVCD-31412                                                                       |
| 18th | 2008年9月10日  | クラゲ、流れ星                | 水母、流星                  | CD+DVD 12cmCD CD+DVD 12cmCD | AVCD-31497 （出道5周年記念限定盤） AVCD-31498 （出道5周年記念限定盤） AVCD-31499/B AVCD-31500 |
| 19th | 2009年2月25日  | バイバイ                      | 掰掰                        | CD+DVD                      | AVCD-31592/B                                                                                  |
| 20th | 2010年4月7日   | ゾッ婚ディション / LUCKY☆STAR | 想婚頭 / LUCKY☆STAR         | CD+DVD 12cmCD               | AVCD-31852/B AVCD-31853                                                                       |
| 21st | 2010年9月8日   | I ♥ ×××                       | I LOVE ×××                  | CD+DVD 12cmCD               | AVCD-31894/B AVCD-31895                                                                       |
| 22nd | 2013年10月9日  | Re:NAME                       |                             | CD+DVD CD+BOOK 12cmCD       | AVCD-48769/B AVCD-48770 AVCD-48771                                                            |
| 23rd | 2014年5月21日  | モアモア                      | 好多好多                    | CD+DVD 12cmCD               | AVCD-48997/B AVCD-48998                                                                       |
| 24th | 2017年2月15日  | 私                            | 我                          | CD+STYLE BOOK CD+DVD 12cmCD | AVCD-83772 AVCD-83773/B AVCD-83774                                                            |
| 25th | 2018年9月5日   | ドラセナ                      | 龍血樹                      | CD+DVD+繪本 12cmCD          | AVCD-94140/B AVCD-94141                                                                       |
| 26th | 2019年9月4日   | Chime                         |                             | CD+DVD CD+Blu-ray 12cmCD    | AVCD-94579 AVCD-94580 AVCD-94581                                                              |

|     | 发行日期       | 专辑名称       | 形態 | 生産番号                                                                              |
| 1st | 2004年3月31日  | LOVE PUNCH     | CD+DVD 12cmCD | AVCD-17453/B AVCD-17454                                                               |
| 2nd | 2004年11月17日 | LOVE JAM       | CD+DVD 12cmCD | AVCD-17538/B AVCD-17539                                                               |
| 3rd | 2005年12月14日 | LOVE COOK      | CD+DVD CD+絵本 CD+フォトブック 12cmCD                                                                                 | AVCD-17839/B AVCD-17840 AVCD-17841（CD + Picture Book） AVCD-17842（CD + Photo Book） |
| 4th | 2007年9月26日  | LOVE PiECE     | CD+DVD 12cmCD | AVCD-23396/B AVCD-23397                                                               |
| 5th | 2008年12月17日 | LOVE LETTER    | CD+DVD 12cmCD | AVCD-23693/B AVCD-23694                                                               |
| 6th | 2014年7月16日  | LOVE FANTASTIC | CD+Blu-ray CD+DVD 12cmCD                                                                                              | AVCD-38997/B AVCD-38998/B AVCD-38999                                                  |
| 7th | 2015年4月22日  | LOVE TRiCKY    | CD+DVD 12cmCD | AVCD-93119/B AVCD-93120                                                               |
| 8th | 2017年4月12日  | LOVE HONEY     | CD+DVD CD+Blu-ray 12cmCD                                                                                              | AVCD-93666/B AVCD-93667/B AVCD-93668                                                  |
| 9th | 2021年12月8日  | LOVE POP       | CD+オリジナルロゴ入りエアディフューザー（加湿器）付き（初回生産限定盤）（紙ジャケット仕様） CD+2DVD CD+Blu-ray 12cmCD | AVZ1-96824 AVCD-96821/B～C AVCD-96822/B AVCD-96823                                    |

|     | 发行日期      | 专辑名称  | 形態 | 生産番号   |
| 1st | 2014年3月26日 | AIO PUNCH | CD   | AVCD-38929 |
| 2nd | 2018年2月7日  | aio piano | CD   | AVCD-93802 |

|     | 发行日期       | 专辑名称        | 形態                    | 生産番号                                                                                         |
| 1st | 2007年3月28日  | 愛 am BEST      | CD+DVD 12cmCD           | AVCD-23271/B AVCD-23406（期间限定盘、2007年9月26日发行） AVCD-23407（通常盤、2007年9月26日发行） |
| 2nd | 2009年11月11日 | LOVE is BEST    | CD+DVD 12cmCD           | AVCD-23920/B AVCD-23921                                                                          |
| 3rd | 2019年1月1日   | 愛 am BEST, too | 2CD+DVD 2CD+Blu Ray 2CD | AVCD-96012~3/B（初回生産限定盤A） AVCD-96014~5/B（初回生産限定盤B） AVCD-96016~7（通常盤）       |

### DVD / Blu-ray
|        | 上市日期       | 名稱 | 中文名称                                                                                            | 備註 |
| ------ | -------------- | --- | --------------------------------------------------------------------------------------------------- | --- |
| 戲劇   | 2005年6月8日   | 東京朋友 | | 富士電視台製作，艾迴發行。在劇中飾演「岩槻玲」的角色 |
| 演唱會 | 2005年7月27日  | JAM PUNCH TOUR 2005 ～コンドルのパンツがくいコンドル～ at Tokyo International Forum Hall A on 1st of June 2005           | JAM PUNCH 2005巡迴演唱會~禿鷹的小褲褲陷了進去~at 东京国际会议中心                                   | |
| 演唱會 | 2006年7月26日  | LOVE COOK Tour 2006 ～マスカラ毎日つけてマスカラ～ at Osaka-Jo Hall on 9th of May 2006                                   | 2006巡迴演唱會 愛的料理～每天都有上睫毛膏～at 大阪城 Hall on 9th of May 2006                        | |
| 演唱會 | 2007年1月1日   | 【LOVE IS BORN】 ～3rd Anniversary 2006～at Hibiya Yagai Ongaku-Do on 9th of September 2006                              | 【LOVE IS BORN】~3週年紀念演唱會 2006~ at 日比谷野外音樂堂 on 9th of September 2006                 | 初回限定版附上40頁特製精美寫真冊 |
| 演唱會 | 2007年9月26日  | 愛 am BEST Tour 2007～ベストなコメントにめっちゃ愛を込めんと!!!～at Tokyo International Forum Hall A on 9th of July 2007 | 2007巡迴演唱會 精選愛～最棒的發言一定要滿懷著愛!!!～at 东京国际会议中心 Hall A on 9th of July 2007  | Special版（兩片裝）與通常版兩種型態發行 Special版特典豪華40頁寫真冊 |
| 演唱會 | 2008年1月1日   | 【LOVE IS BORN】 ～4th Anniversary 2007～at Hibiya Yagai Ongaku-Do on 9th of September 2007                              | 【LOVE IS BORN】~4週年紀念演唱會 2007~ at 日比谷野外音樂堂 on 9th of September 2007                 | 共有「DVD」、「Blu-ray Disc(TM)」、「HD DVD」三種版本 |
| 演唱會 | 2008年7月30日  | LOVE PiECE Tour 2008 ～メガネかけなきゃユメがネェ！～ at Pacifico Yokohama on 1st of May 2008                            | 2008巡迴演唱會 拼拼愛~不戴眼鏡就沒有夢想!~ at 太平洋横滨会展中心 on 1st of May 2008                 | 初回限定版收錄40頁豪華寫真冊 及 全國出演MC集 |
| 演唱會 | 2009年2月25日  | 【LOVE IS BORN】 ～5th Anniversary 2008～ at Osaka-Jo Yagai Ongaku-Do on 10th of September 2008                          | 【LOVE IS BORN】 ～5週年紀念演唱會2008～ at 大阪城野外音樂堂 on 10th of September 2008              | 初回限定版特典：特別式樣版特殊紙盒包裝、Special Bonus Disc收錄首次在台灣舉辦的個人演唱會上，用中文演唱的「星象儀」、「朋友戰隊」等歌曲 (共5首)與精彩幕後花絮 |
| 演唱會 | 2009年5月15日  | LOVE LETTER Tour 2009 ～チャンネル消して愛ちゃん寝る!～ at Zepp Tokyo on 1st of March 2009                               | 2009巡迴演唱會 愛的情書～關掉頻道小愛睡覺!～at Zepp Tokyo on 1st of March 2009                      | 大塚 愛首次全日本小型場地巡迴演唱會『2009巡迴演唱會 愛的情書～關掉頻道小愛睡覺!～』LIVE DVD作品。 |
| 演唱會 | 2009年9月25日  | LOVE LETTER Tour 2009 ～ライト照らして、愛と夢と感動と・・・笑いと！～ at Yokohama Arena on 17th of May 2009             | 2009巡迴演唱會 愛的情書 ～光芒照亮、愛和夢想與感動…還有歡笑!～at Yokohama Arena on 17th of May 2009 | 大塚 愛「2009巡迴演唱會 愛的情書」，以LIVE HOUSE與ARENA兩種不同型式的場地構成整場巡演!!初回版限定2DVD，中文字幕。收錄「大塚 愛 2009巡迴演唱會 愛的情書 ～光芒照亮、愛和夢想與感動…還有歡笑!～ at Yokohama Arena on 17th of May 2009」，於2009年5月17日最終場的橫濱ARANA公演。 |
| 演唱會 | 2009年9月25日  | LOVE LETTER Tour 2009 - Premium Box -                                                                                    | 2009巡迴演唱會 愛的情書 -珍藏盒裝版-                                                                | 大塚 愛「2009巡迴演唱會 愛的情書」，以LIVE HOUSE與ARENA兩種不同型式的場地構成整場巡迴演唱!! 推出珍藏盒裝版，一口氣收藏所有。珍藏盒裝版共收錄3DVD，中文字幕。封入特典為豪華寫真書(40頁)以及本人手寫信箋。                                                                      |
| 演唱會 | 2010年3月17日  | 【LOVE IS BORN】～6th Anniversary 2009～＋Documentary film                                                               | 【LOVE IS BORN】～6週年紀念演唱會2009～＋纪录片                                                     | 【LIVE】。共有【DVD】、【Blu-ray Disc】 版本 |
| 演唱會 | 2010年6月2日   | LOVE is BEST Tour 2009 FINAL                                                                                             | 2009巡迴演唱會-愛式精選 最終場                                                                      | 【LIVE】。共有【DVD】、【Blu-ray Disc】 版本 |
| 演唱會 | 2011年3月9日   | 【LOVE IS BORN】～7th Anniversary 2010～                                                                                 | 【LOVE IS BORN】～7週年紀念演唱會2010～                                                             | 【LIVE】。共有【DVD】、【Blu-ray Disc】 版本 |
| 演唱會 | 2012年9月8日   | 【LOVE IS BORN】～9th Anniversary 2012～                                                                                 | 【LOVE IS BORN】～9週年紀念演唱會2012～                                                             | 【LIVE】。共有【DVD】、【Blu-ray Disc】 版本 |
| 演唱會 | 2014年3月19日  | 【LOVE IS BORN】～10th Anniversary 2013～                                                                                | 【LOVE IS BORN】～10週年紀念演唱會2013～                                                            | 【LIVE】。共有【DVD】、【Blu-ray Disc】 版本 |
| 演唱會 | 2014年12月17日 | LOVE FANTASTIC TOUR 2014～おぉーつかあいはまほぉーつかぁい～                                                             | LOVE FANTASTIC TOUR 2014～大塚愛是塚愛真帆～                                                        | 【LIVE】。共有【CD】、【DVD】、【Blu-ray Disc】 版本 |
| 演唱會 | 2016年1月20日  | LOVE TRiCKY LIVE TOUR 2015～ヘルシーミュージックで体重減るしー～                                                         | 【LOVE IS BORN】 ～12th Anniversary 2015～                                                          | 【LIVE】。共有【DVD】、【Blu-ray Disc】 版本 |
| 演唱會 | 2016年12月21日 | 【LOVE IS BORN】～13th Anniversary 2016～                                                                                | 【LOVE IS BORN】～13週年紀念演唱會2016～                                                            | 【LIVE】。共有【DVD】、【Blu-ray Disc】 版本 |
| 演唱會 | 2017年12月20日 | 【LOVE IS BORN】～14th Anniversary 2017～                                                                                | 【LOVE IS BORN】～14週年紀念演唱會2017～                                                            | 【LIVE】。共有【DVD】、【Blu-ray Disc】 版本 |
| 演唱會 | 2018年8月1日   | 【LOVE IS BORN】～15th Anniversary 2018～                                                                                | 【LOVE IS BORN】～15週年紀念演唱會2018～                                                            | 【LIVE】。【配信限定アルバム】 |
| 演唱會 | 2018年9月5日   | LOVE HONEY TOUR 2017 ～誘惑の香りにYOUワクワク～                                                                         | LOVE HONEY TOUR 2017 - 誘惑的香味讓你興奮 -                                                         | 【LIVE】。共有【CD】、【DVD】、【Blu-ray Disc】 版本 |
| 演唱會 | 2020年1月15日  | 【LOVE IS BORN】～16th Anniversary 2019～                                                                                | 【LOVE IS BORN】～16週年紀念演唱會2019～                                                            | 【LIVE】。共有【CD】、【DVD】、【Blu-ray Disc】 版本 |
| 演唱會 | 2021年2月3日   | 【LOVE IS BORN】～17th Anniversary 2020～                                                                                | 【LOVE IS BORN】～17週年紀念演唱會2020～                                                            | 【LIVE】。共有【CD】、【DVD】、【Blu-ray Disc】 版本 |
| 演唱會 | 2021年12月22日 | 【LOVE IS BORN】～18th Anniversary 2021～                                                                                | 【LOVE IS BORN】～18週年紀念演唱會2021～                                                            | 【LIVE】。【CDアルバム 配信限定】 |

### 歌曲提供
- 鈴木亞美 - 「Like a Love?」（作曲）
- トミタ栞 - 「HAPPY AND HAPPY」、「だめだめだ」、「RounD」（作詞・作曲）
- 安藤裕子 - 「Touch me when the world ends」（作曲）
- 彩虹章魚燒（日语：たこやきレインボー） - 「卒業ラブテイスティ」（作詞・作曲）
- May'n - 「stair」（作詞・作曲・編曲）
- 松尾太陽 - 「mellow.P」（作詞・作曲）

### 書籍
- キミイロオモイ（2005年3月1日、幻冬舍）ISBN 4344007433
- LOVE WORLD 大塚愛作品集（2007年9月25日、SHINKO MUSIC（日语：シンコーミュージック・エンタテイメント））ISBN 4401622650
- 大塚愛のai-r Jack（2008年1月31日、索尼雜誌）ISBN 978-4-7897-3251-2

### 繪本
- ネコが見つけた赤い風船（2010年3月31日）、講談社 ISBN 9784062160346
- ネコがスキになったキライなネコ（2012年3月30日）、講談社 ISBN 9784062174718

## 演出

### 演唱會
- JAM PUNCH Tour 2005 ～コンドルのパンツがくいコンドル～
- LOVE COOK Tour 2006 ～マスカラ毎日つけてマスカラ～
- LOVE IS BORN ～3rd Anniversary 2006～
- 愛 am BEST Tour 2007 ～ベストなコメントにめっちゃ愛を込めんと!!!～
- LOVE IS BORN ～4th Anniversary 2007～
- LOVE PiECE Tour 2008 ～メガネかけなきゃユメがネェ!～
- LOVE IS BORN ～5th Anniversary 2008～
- LOVE LETTER Tour 2009 ～チャンネル消して愛ちゃん寝る!～
- LOVE LETTER Tour 2009 ～ライト照らして、愛と夢と感動と…笑いと!～
- LOVE IS BORN ～6th Anniversary 2009～
- LOVE is BEST Tour 2009
- LOVE IS BORN ～7th Anniversary 2010～
- LOVE IS BORN ～9th Anniversary 2012～

| 日期           | 演唱會站次 | 舉行地點           |
| 2012年9月8-9日 | 东京       | 日比谷野外大音楽堂 |
| 2012年9月15日  | 大阪       | オリックス劇場     |
| 2012年9月16日  | 兵库       | 神戸国际会馆       |
| 2012年9月29日  | 爱知       | 名古屋国际会议场   |

- LOVE IS BORN ～10th Anniversary 2013～

| 日期             | 演唱會站次 | 舉行地點                                   |
| 2013年9月15-16日 | 东京       | 昭和女子大学 人見記念講堂                  |
| 2013年9月21日    | 名古屋     | 日本特殊陶業市民会館（旧：名古屋市民会館） |
| 2013年9月23日    | 大阪       | オリックス劇場（旧：大阪厚生年金会館）     |
| 2013年9月26日    | 兵庫       | たつの市総合文化会館 赤とんぼ文化ホール    |
| 2013年9月28日    | 栃木       | 那須塩原市黒磯文化会館                     |
| 2013年10月12日   | 埼玉       | サンシティホール越谷                       |

- AIO PIANO vol.1

| 日期       | 演唱會站次 | 舉行地點                        |
| 2013.12.25 | 東京       | Bunkamuraオーチャードホールにて |

- LOVE FANTASTIC TOUR 2014～おぉーつかあいはまほぉーつかぁい～

| 日期       | 演唱會站次 | 舉行地點          |
| 2014.08.03 | 福岡       | DRUM LOGOS        |
| 2014.08.09 | 静岡       | SOUND SHOWER ark  |
| 2014.08.16 | 広島       | CLUB QUATTRO      |
| 2014.08.17 | なんば     | Hatch             |
| 2014.08.21 | 仙台       | Rensa             |
| 2014.08.23 | 東京       | Zepp              |
| 2014.08.29 | 新潟       | LOTS              |
| 2014.08.30 | 名古屋     | CLUB DIAMOND HALL |

- LOVE IS BORN ～11th Anniversary 2014～

| 日期       | 演唱會站次 | 舉行地點         |
| 2014.09.22 | 東京       | ビルボードライブ |
| 2014.09.25 | 大阪       | ビルボードライブ |

- AIO PIANO vol.2

| 日期       | 演唱會站次 | 舉行地點                   |
| 2014.12.13 | 台北       | SHOWBOX文創立方            |
| 2014.12.21 | 東京       | 東京国際フォーラム ホールC |
| 2014.12.23 | 滋賀       | 滋賀県立文化産業交流会館   |
| 2014.12.28 | 大阪       | 大阪NHKホール              |

### 電視劇
- 2005年： 《東京朋友（日语：東京フレンズ）》 飾 岩槻玲
- 2017年： 《被討厭的勇氣 (日本電視劇)》 飾 婦人警官（客串第9集）

### 電影
- 《東京朋友》 The Movie（由瑛太、大塚愛主演。日本當地時間2006年8月12日上映，台灣於2007年1月5日上映）

### 廣告
- 森永 Ice Box
- LION 植物物語HERB BLEND（2005年2月下旬、田中美佐子，山內菜菜，共同演出）
- LIONBan 粉末噴子（2005年3月1日）
- 東芝 au行動電話（W31T、A5511T）（2005年7月）
- 東芝 au行動電話（W32T）（2005年12月30日）
- 東芝 au行動電話（MUSIC-HDD W41T）（2006年2月18日）
- 東芝 au行動電話（W44T）（2006年7月1日）
- 不二家 LOOK巧克力（2006年8月23日）
- 東芝  au行動電話（W45T）（2006年9月30日）
- 東芝  au行動電話（W47T）（2006年12月16日）
- 旁氏　pore white　（2008年4月16日〜）」。
- mynavi 2010 （2008年6月1日〜）
- 日本生命 NISSAY 「YOU MAY DREAM」（2008年6月1日〜）
- Asahi Slat

### 宣傳活動
- 經濟產業省「地球 is My Home」對抗地球暖化活動

### NHK紅白歌合戰出場紀錄
| 年份/屆數                 | 出場次數 | 曲目     | 出演次序 | 對戰歌手     |
| ------------------------- | -------- | -------- | -------- | ------------ |
| 2004年（平成16年）/第55回 | 初       | 櫻桃     | 15/28    | CHEMISTRY    |
| 2005年（平成17年）/第56回 | 2        | 星象儀   | 14/29    | CHEMISTRY(2) |
| 2006年（平成18年）/第57回 | 3        | 戀愛寫真 | 9/27     | 美川憲一     |
| 2007年（平成19年）/第58回 | 4        | CHU-LIP  | 17/27    | TOKIO        |
| 2008年（平成20年）/第59回 | 5        | 愛       | 11/26    | 平井堅       |
| 2009年（平成21年）/第60回 | 6        | Is       | 10/25    | Remioromen   |

## 外部連結
- 大塚愛日本官方網站 （页面存档备份，存于）（日語）
- 大塚愛台灣官方網站 （页面存档备份，存于）（中文）
- 大塚爱的X（前Twitter）（日語）
- 大塚爱的Facebook專頁（日語）
- 大塚爱的Instagram帳戶（日語）